# Tetralonioidella tricolor
Tetralonioidella tricolor är en biart som först beskrevs av Maurits Anne Lieftinck 1972.  Tetralonioidella tricolor ingår i släktet Tetralonioidella och familjen långtungebin. Inga underarter finns listade i Catalogue of Life.